# Volker Kühn (Regisseur)

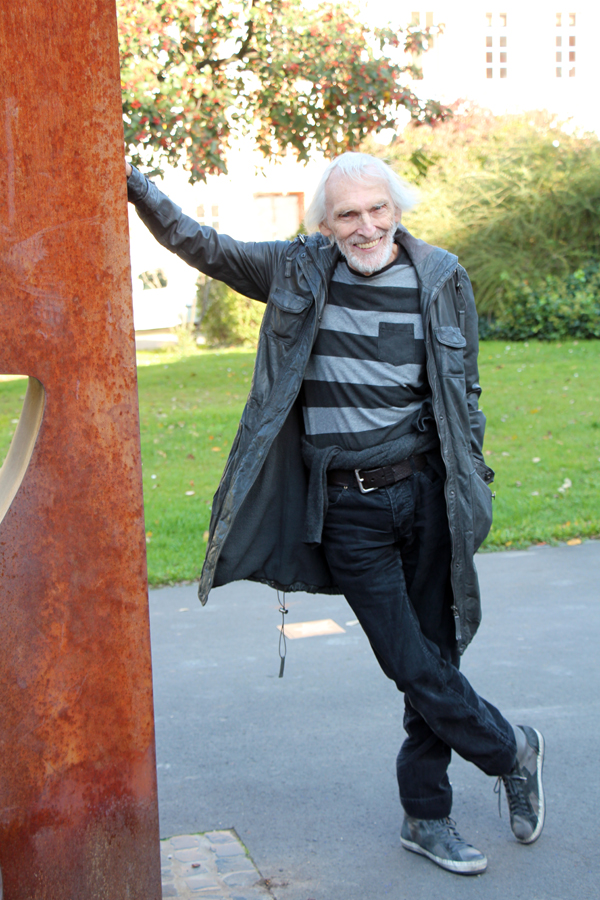
Volker Kühn anlässlich der Verleihung eines Sterns der Satire, 2013

Volker Reinhard Kühn (* 4. November 1933 in Osnabrück; † 20. September 2015 in Berlin) war ein deutscher Autor, Fernseh- und Theaterregisseur sowie Filmproduzent mit dem Schwerpunkt Satire und Kabarett. Darüber hinaus war er auch literarischer Nachlassverwalter für das Werk von Wolfgang Neuss und Mitglied des PEN-Zentrums Deutschland. Er galt in Deutschland zudem „als der große Kenner und Chronist der Kabarettgeschichte“.

## Leben und Wirken
Nach einem vierjährigen Aufenthalt in den Vereinigten Staaten begann Volker Kühn als Redakteur beim Hessischen Rundfunk, für den er ab 1963 über zehn Jahre lang die satirische Monatsbilanz Bis zur letzten Frequenz schrieb und produzierte sowie ab 1967 auch als Hörspielregisseur arbeitete, u. a. für die Krimiserie nach historischen Vorbildern Fälle ohne Akten. Ab 1970 veröffentlichte er als freier Autor und Regisseur zahlreiche Hörspiele und Features auch für diverse andere Rundfunksender. Neben seinen Arbeiten für den Rundfunk war er zudem Mitautor und Regisseur von Programmen des von Volker Ludwig begründeten Berliner Reichskabaretts und schrieb bald auch Kabarett-Texte für Lore Lorentz, Wolfgang Neuss, Hanns Dieter Hüsch und Jürgen von Manger.
1973 hob er zusammen mit Dieter Hildebrandt für das ZDF die Notizen aus der Provinz aus der Taufe. Es folgten zahlreiche Fernsehsendungen, darunter Fernsehdokumentationen über 100 Jahre deutsches Kabarett, die Unterhaltung im Dritten Reich und das Kabarett im KZ sowie Film-Satiren und das Neuss-Porträt Ich lache Tränen, heule Heiterkeit.
Kühn schrieb und inszenierte Theater-Revuen und war Songtexter für Musicals und Spielfilme. Unter anderem seine Bühnenfassung von Marlene, die er für das Berliner Renaissance-Theater entwickelte, wurde zu Gastspielen in die Schweiz, nach Österreich und Japan eingeladen und brachte es vom 28. Juni 1998 bis zum Januar 2006 auf 533 Aufführungen.
Er produzierte Polit-Satire auf Schallplatten bzw. CDs und veröffentlichte als Autor wie als Herausgeber zahlreiche Bücher zum Thema Kabarett und Satire im 20. Jahrhundert.

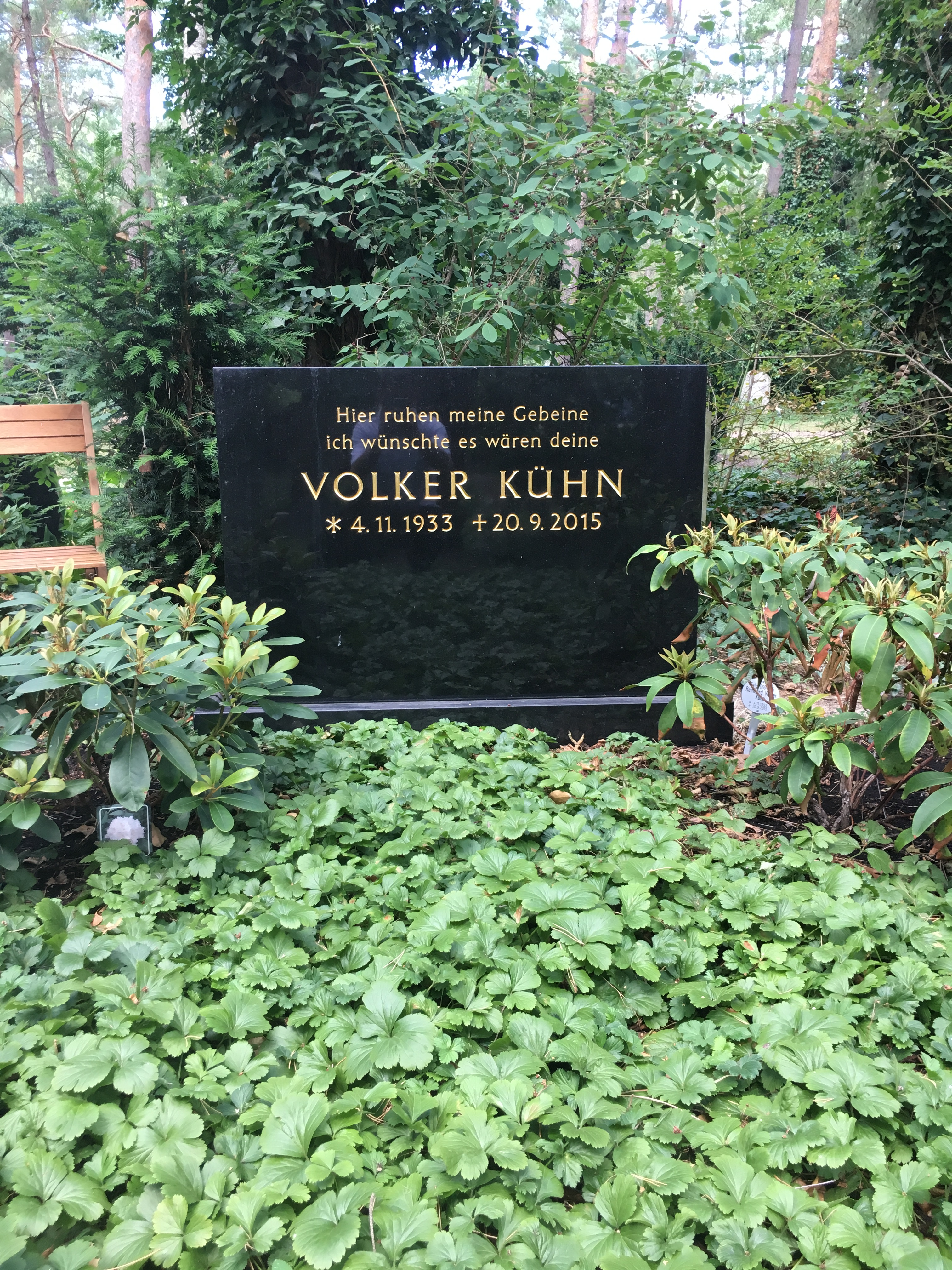
Das Grab von Volker Kühn

Er trat mehrfach als Interviewpartner und Zeitzeuge in Fernseh- und Leinwand-Dokumentationen auf, darunter in mehreren Kinofilmen wie z. B. War’n Sie schon mal in mich verliebt?. Von 2008 bis 2011 war er zudem in vier Produktionen der Hochschule für Film und Fernsehen „Konrad Wolf“ sowie zuvor (siehe Internet Movie Database) zwischen 1995 und 1997 in fünf weiteren Produktionen anderer Produzenten auch als Schauspieler zu erleben, u. a. in einer Nebenrolle als Drogenfahnder Stein in der Münchner Tatort-Folge „Der Teufel“ von 1997.
Im Jahr 2008 machte die historisch versierte „graue Eminenz des Kabaretts“ Schlagzeilen, als Johannes Heesters einen Prozess gegen ihn verlor und Kühn weiterhin behaupten durfte, Heesters sei 1941 in einem KZ aufgetreten.
Mehrfach mit hohen Preisen ausgezeichnet, wurde ihm 2013, kurz vor seinem 80. Geburtstag, ein Stern der Satire auf dem „Walk of Fame des Kabaretts“ in Mainz verliehen und er Ende Oktober 2014 zum Ehrenmitglied der Kurt Tucholsky-Gesellschaft erhoben.
Volker Kühn lebte ab den späten 1960er Jahren bis zu seinem Tod vornehmlich in Berlin, während der 1980er Jahre hatte er seinen Wohnsitz einige Jahre in Schmitten im Taunus. Kühn war mehrmals verheiratet, zuletzt mit der Schauspielerin Katherina Lange, und Vater von vier Kindern. Er starb nach langer Krankheit im Alter von 81 Jahren. Seine letzte Ruhestätte fand Kühn auf dem Berliner Waldfriedhof Zehlendorf (Grablage 060-266).
Der Nachlass von Volker Kühn befindet sich im Deutschen Kabarettarchiv in Mainz, zudem gibt es eine umfangreiche Materialsammlung „Volker Kühn“ im Archiv der Akademie der Künste in Berlin.

## Auszeichnungen
- 1968: Kurt-Magnus-Preis der ARD für seine Sendereihe Bis zur letzten Frequenz[16]
- 1989: Jacques-Offenbach-Medaille der Volksbühne Bonn für Satire[16]
- 2007: Deutscher Hörbuchpreis[16]
- 2007: Bundesverdienstkreuz am Bande[17]
- 2013: Stern der Satire auf dem „Walk of Fame des Kabaretts“ in Mainz[18]
- 2014: Ehrenmitglied der Kurt Tucholsky-Gesellschaft

## Werke

### Bühne

#### Buch
- Da machste wat mit. Eine musikalische Revue. Mit Brigitte Mira, Ralf Wolter, Uta Hallant, Joachim Kemmer. Berliner Festspiele, 1987
- EinsZweiDrei Musical. Mit Lambert Hamel, Pascale Camele, Helmut Baumann, Monica Solem, Cusch Jung, Silvia Wintergrün, Friedrich Schoenfelder u. a. Kennedy Center Washington, 1989; Theater des Westens, Berlin 1989
- Bombenstimmung Eine Ufa-Revue. Mit Angelika Milster, Helmut Baumann, Hartwig Rudolz, Cusch Jung, Pascale Camele, Elke Rieckhoff u. a. Theater des Westens, Berlin 1992; Fernsehaufzeichnung ARD, 1993
- Carl Maria von Weber: Der Freischütz. Text-Neufassung zum 175. Jahrestag der Uraufführung. Deutsche Oper Berlin, 1996
- Bankers Opera – Ein Dreigroschen-Stück. Düsseldorfer Schauspielhaus, 1998
- Marlene. Deutsche Fassung eines Gems-Stücks. Mit Judy Winter. Renaissance-Theater Berlin, 1998
- Liebe, Marx & Coca Cola. Musical. Neufassung von EinsZweiDrei. Theater Ingolstadt, 1999

#### Regie
- Das Regiekollegium – Max Reinhardt. Mit Siegrid Hackenberg, Hans Walter Clasen, Harry Wüstenhagen, Hanns Dieter Hüsch, Herbert Weißbach. Theater Wilhelmsbad, 1973
- Don Carlos auf der Schmiere – Max Reinhardt. Mit Peter Schmitz, Hanns Dieter Hüsch, Liselotte Bettin, Herbert Weißbach. Theater Wilhelmsbad, 1973
- Die Dreigroschenoper – Brecht/Weill. Mit Dieter Bähre, Rudolf Belgrasch, Su Kramer, Claus Boysen u. a. Staatstheater Oldenburg, 1979
- Hin und zurück. Kurz-Oper von Paul Hindemith. Mit Marianne Mosa, Mitgliedern der Musikhochschule Frankfurt, dem Ensemble modern. Alte Oper Frankfurt/M., 1985
- Voices. Ein Lieder-Zyklus von Hans Werner Henze. Mit Christian Brückner, Charles Wirths, Marianne Mosa, Ensemble modern unter der Leitung von Ingo Metzmacher. Alte Oper Frankfurt, 1988
- Das kunstseidene Mädchen – Irmgard Keun / Gottfried Greiffenhagen. Mit Katherina Lange. Renaissance-Theater Berlin, 2003
- Oop-di-doo … Kein schöner Land. Ein Volker-Ludwig-Special mit Michaela Hanser, Laura Leyh, Frank Engelhardt, Jens Mondalski. Musik. Ltg.: Bettina Koch. Akademie der Künste (Berlin), Juni 2007

#### Buch und Regie
- Hab Bildung im Herzen. Kabarett-Programm. Co-Texter: Dieter Kursawe, Detlef Michel, Volker Ludwig. Berliner Reichskabarett, 1967
- Der Guerilla läßt grüßen. Kabarett-Programm. Co-Texter: Dieter Kursawe, Detlef Michel, Volker Ludwig. Berliner Reichskabarett, 1968
- Ex und hopp!. Kabarett-Programm. Co-Texter: Dieter Kursawe, Detlef Michel, Volker Ludwig. Kabarett-Programm für Berliner Reichskabarett, 1970
- Deutschland – wir kommen!. Kabarett-Programm. Mit Dieter Hallervorden, Wolfgang Immenhausen, Rotraud Schindler. Berliner Wühlmäuse, 1971
- Herzeleid und Tränenbäche. Eine feucht-traurige Revue. Mit Maria Schell, Karl Friedrich, Hanns Dieter Hüsch, Roland Schneider. Comoedienhaus Wilhelmsbad, 1976; Fernsehaufzeichnung ARD, 1976
- Einmal vor und Revue. – Ein Show-Effekt mit anderen Mitteln. Mit Angelika Milster, Su Kramer, Okko, Lonzo, Berry, Chris und Timpe, Gottfried Böttger, Nemo u. a. Comoedienhaus Wilhelmsbad, 1978; Fernsehaufzeichnung ARD, 1978
- Die Welt als Überbrettl – Das Kabarett der frühen Jahre. Eine szenische Collage. Mit Karl Friedrich, Karin Schroeder, Toni Slama, Peter Schlesinger u. a. Berliner Festspiele, 1984; Fernsehaufzeichnung ZDF, 1984
- Der Name war Schall und Rauch – Max Reinhardts kabarettistisches Theater. Eine szenische Collage. Mit Karl Friedrich, Karin Schroeder, Toni Slama, Peter Schlesinger u. a. Berliner Festspiele, 1984; Fernsehaufzeichnung ZDF, 1984
- Cabaret zum Hungrigen Pegasus – Die Boheme gibt sich die Ehre. Eine szenische Collage. Mit Karl Friedrich, Peter Schlesinger, Rolf Schwendter, Alfred Edel, Mathias Koeppel, Elke und Alexander u. a. Berliner Festspiele, 1984; Fernsehaufzeichnung ZDF, 1984
- Proleten-Pointen – Kabarett von unten. Eine szenische Collage. Mit Karl Friedrich, Peter Schlesinger, Alfred Edel, Helmut Krauss, Elke und Alexander, Horst Koch u. a.; Berliner Festspiele, 1984; Fernsehaufzeichnung ZDF, 1984
- Quaale Traum erdrosselt meine Singe. Ein szenisches Apocalyptical. Mit Hanns Dieter Hüsch, Marianne Mosa, Michael Thomas, Alfred Edel, Emil Mangelsdorff, dem Ensemble modern u. a. Alte Oper Frankfurt, 1985
- Vom Leben und Sterben des armen Poeten Eine szenische Collage. Mit Katharina Thalbach, Uwe Karsten Koch, Detlef Kügow, Peer Raben u. a. Dortmund, Fernsehaufzeichnung ARD, 1987
- Libertäterä oder: Die Revolution findet im Saale statt. Eine Revolutions-Revue. Mit Gisela May, Dieter Süverkrüp, Alfred Edel, Michael Thomas, Hans-Peter Minetti, Werner Kreindl, Claus Kühnl, dem Kammerorchester und Jugendblasorchester Schloß Werneck, dem Collegium vocale Köln, dem Wiener Maskentheater u. a. Alte Oper Frankfurt, 1989
- Jahrhundertmai. Eine Mai-Revue. Mit Sabine Sinjen, Werner Kreindl, Michael Thomas, Heinrich Pachl, Helmut Krauss, Marianne Mosa u. a. Freie Volksbühne, Berlin 1990; Fernsehaufzeichnung ARD, 1990
- Bleib erschütterbar und widersteh. Eine Text-Musik-Collage. Mit Senta Berger, Erika Pluhar, Elisabeth Trissenaar, Jutta Wachowiak, Karl-Michael Vogler, Ingo Hülsmann, Albert Mangelsdorff, Walter Norris, Aladár Pege, Conny Bauer; Gethsemane-Kirche Berlin, Schauspiel Frankfurt/M.; 1990; Fernsehaufzeichnung DFF/ARD, 1990
- Der Spuk ist aus. Ein Kabarett-Programm der letzten Stunde. Mit Gisela May, Erwin Geschonneck, Hermann Treusch, Michael Schweighöfer u. a. Berliner Festspiele, 1995
- Rückblick nach vorn. Ein Kabarett-Programm der ersten Stunde. Mit Jutta Wachowiak, Götz Schubert, Petra Hartung, Michael Schweighöfer, Udo Kroschwald. Berliner Festspiele, 1995
- Zores haben wir genug…. Gelächter am Abgrund. Mit Cathlen Gawlich, Petra Hartung, Bernd Stempel, Otto Mellies. Deutsches Theater Berlin, 1995
- Hurra, wir singen noch! Eine kabarettistische Zeitreise. Mit Heribert Sasse, Gina Pietsch, Till Sarrach u. a. Schloßpark-Theater Berlin, 1995
- Wir Hinterbliebenen – Kabarett im zerstörten Deutschland. Mit Gisela May, Petra Hartung, Michael Schweighöfer, Udo Kroschwald. Deutsches Theater Berlin sowie. mit Katherina Lange, Dorothee Hartinger, Wolfgang Gorks, Christoph Hohmann. Schauspiel Frankfurt/M., 1995
- Das Wunderkind. Ein Stück Musik um Hollaenders „Lieder eines armen Mädchens“. Mit Katherina Lange. Schauspiel Frankfurt/M., 1996
- Soldaten sind Mörder – Tucholsky und kein Ende. Lieder und Texte gegen den Krieg. Eine Zitat-Collage. Mit Jutta Wachowiak, Dieter Mann, Götz Schubert. Deutsches Theater Berlin, 1996
- Wortschmatz. Ein kabarettistisch-musikalischer Lyrik-Abend. Mit Claudia Burckhardt, Helmut Mooshammer, Thomas Huber, Klaus-Lothar Peters. Düsseldorfer Schauspielhaus, 1997
- Wie ungerecht! Wie ungerecht!!. Ein Programm mit Tucholsky-Texten und Hollaender-Liedern. Mit Katherina Lange und Jürgen Holtz. Deutsches Theater Berlin, 1997
- Es liegt in der Luft was Idiotisches … Mischa-Spoliansky-Revue. Mit Barbara Schnitzler, Katrin Klein, Cusch Jung. Akademie der Künste, Renaissance-Theater, Deutsches Theater, Berlin 1998/99
- … und Rudi macht Musik dazu Eine kleine Nelson-Revue. Mit Katherina Lange, Barbara Schnitzler, Uwe Kroschwald. Akademie der Künste, Berlin 1999
- Der verrückte Salon Eine musikalische Revue. Mit Judy Winter, Ralf Wolter, Katherina Lange, Uli Scherbel, Adam Benzwi, Schall und Hauch, Boris Aljinovic. Renaissance-Theater, Berlin 1999/2000
- G wie Gustav. Mit F. Eine Gustaf-Gründgens-Revue. Mit Georg Preuße, Margit Bendokat, Horst Hiemer, Wilhelm Eilers, Michael Gerber. Deutsches Theater, Berliner Festspiele 1999/2000
- Das gab’s nur einmal …. Eine kleine Werner Richard Heymann-Revue. Mit Katherina Lange, Cathlen Gawlich, Cusch Jung, Matthias Günther. Akademie der Künste, Berlin 2000
- G wie Gustav. Mit F. Gründgens – Das Leben als Spiel. Ein Theater-Monolog. Mit Helmut Baumann. Renaissance-Theater Berlin, 2000
- Wir Hinterbliebenen Kabarett der Stunde Null. Mit Gisela May, Cathlen Gawlich, Hermann Treusch, Wolfgang Häntsch. Akademie der Künste, Berlin, 2001
- Ich bin der größte Idiot des Jahrhunderts – Wolzogen und sein Überbrettl. Mit Lena Stolze, Thomas Schendel, Dieter Mann/Otto Sander. Akademie der Künste, Berlin 2001
- Hello, I’m Johnny Cash. Mit Gunter Gabriel in der Titelrolle und Helen Schneider als Cashs Ehefrau June Carter. Renaissance-Theater, Berlin 2010
- Ich, Gunter Gabriel. Mit Gunter Gabriel in der Titelrolle und Barbara Felsenstein. Theater am Kurfürstendamm, Berlin 2013

### Fernsehen

#### Regie
- Nimm, was du kriegen kannst. Wirtschafts-Krimi in fünf Episoden. Mit Werner Kreindl, Diana Körner, Marion Kracht, Antje Hagen, Blandine Ebinger, Thomas Freitag, Witta Pohl, Kornelia Boje, Hans Jörg Assmann, Jochen Schroeder, Karin Schroeder, Sophie Engelke, Heinz Schimmelpfennig u. a. ZDF, 1982

#### Buch und Regie
- Die halbe Eva. Fernsehsatire. Mit Hannelore Elsner, Martin Hirthe, Karl Friedrich, Lia Wöhr, Wolfgang Neuss, Dieter Hildebrandt, Hanns Dieter Hüsch, Erwin Scherschel, Peter Schmitz, Regnauld Nonsens u. a. ARD, 1975
- Euer Clown kann ich nicht sein. Fernseh-Groteske nach einer Idee von Wolfgang Neuhausen. Mit Nemo, Matthias Thurow, Karl Friedrich, Alwin Michael Rueffer, Jörg Hube, Stefan Viering, Jenny u. a. ZDF, 1980
- Hochkant. Fernsehsatire. Mit Dietmar Schönherr, Barbara Rütting, Eddie Constantine, Luis Trenker, Jochen Steffen u. a. ARD/ORF, 1982
- Der Eremit. TV-Groteske. Mit Alfred Edel. ARD, 1984
- Das Wunderkind. Ein Stück Musik um Hollaenders „Lieder eines armen Mädchens“. Mit Katherina Lange. ARD, 1998
- Um Goethes willen Ein verunglückte Geburtstagsfeier. Mit Cathlen Gawlich, Cusch Jung, Hans Zürn u. a. ARD, 1999

##### Dokumentationen
- Ich lache Tränen, heule Heiterkeit. Ein Neuss-Porträt. ARD, 1973
- Mit Sitz und Stimme. Porträt eines Pop-Sängers (Walter Scheel) ARD, 1973
- Bombenstimmung. Unterhaltung unterm Hakenkreuz. ARD, 1987
- Totentanz. Kabarett hinter Stacheldraht. Humor und Satire im KZ. ARD, 1991; DVD-Edition Mnemosyne, 2000
- Total banal. Unterhaltung in den Medien. ARD, 1992
- Die zehnte Muse. Geschichte und Geschichten rund ums Kabarett in zwölf Folgen. Mit Dieter Hildebrandt, Lore Lorentz, Thomas Freitag, Mathias Richling, Josef Hader, Bruno Jonas, Heinrich Pachl, Werner Schneyder, Martin Buchholz, Gerhard Polt, Hanns Dieter Hüsch, Richard Rogler. ZDF 1993/95
- Zeugen des Jahrhunderts. Isa Vermehren im Gespräch mit Volker Kühn. ZDF/3sat, 2002

### Hörfunk

#### Feature
- Und wo hab ick Murmeln jespielt? Vom Heimweh des Schauspielers Paul Graetz – Radio-Feature, Deutschlandradio, CD: Edition Mnemosyne, Neckargemünd 2002
- Ich bin nicht immer laut. Von der Katakombe ins Kloster – Isa Vermehren zum 85. Geburtstag, Feature, DLF, 2003
- Lachen am Abgrund. Der Lebensweg des Kabarettisten Fritz Grünbaum. Feature, DLF, 2004
- Der Kompaß pendelt sich ein. Von leichter Muse in schwerer Zeit: Unterhaltung und Kabarett im Dritten Reich. Feature, hr, 2004

#### Redaktion
- Bis zur letzten Frequenz. Eine kabarettistische Monatsbilanz. Mit Wolfgang Neuss, Thierry, Hans Timerding, Margret Gute, Dieter Hildebrandt, Hanns Dieter Hüsch u. v. a. HR 1965–1972
- Einer sorgt vor oder wie Mann sich bettet, so liegt man. Hörspiel. Mit Joseph Offenbach u. a. HR, 1972
- Endstation: Happy End. Eine akustische Lektion in sex Stationen. Mit Ursula Heyer und Hans-Joachim Krietsch. HR, 1973

#### Regie
- Fälle ohne Akten. Mehrteilige Krimiserie nach historischen Vorbildern, HR 1967–1968
- Tod in der Schublade. Von Kenneth Bird, HR 1971
- Die Vögel. Nach Aristophanes, SDR 1980

### Buchveröffentlichungen

#### Autor
- Das Kabarett der frühen Jahre – Ein freches Musenkind macht erste Schritte. Quadriga Verlag, Weinheim/Berlin, 1984
- Leise rieselt der Schmäh. Wende-Parodien zur Lage der Nation. Rowohlt Verlag, Reinbek, 1985
- Gedicht aus Bonn. Wegwerf-Lyrik aus dem Bundestag. Rowohlt Verlag, Reinbek, 1985
- Ich bejahe die Frage rundherum mit Ja. Einführung in die Kanzlersprache. Co-Autor: Günter Walter. Rasch und Röhring Verlag, Hamburg, 1985
- Schöner wählen. Ratgeber für den mündigen Staatsbürger. Co-Autor: Günter Walter. Rasch und Röhring Verlag, Hamburg, 1986
- Die bissige Muse – 111 Jahre Kabarett. vgs Verlag, Köln, 1993
- Spötterdämmerung. Vom langen Sterben des großen kleinen Friedrich Hollaender. Parthas Verlag, Berlin; 1997

#### Herausgeber
- Das Wolfgang Neuss Buch. Eine Satire-Sammlung, herausgegeben, dokumentiert und kommentiert von Volker Kühn. Satire Verlag, Köln, 1981
- Wir Kellerkinder. Drei Satiren von Wolfgang Neuss. Syndikat Verlag, Frankfurt/M., 1983
- Neuss Testament. Eine satirirische Zeitbombe von Wolfgang Neuss. Syndikat Verlag, Frankfurt/M., 1985
- Tunix ist besser als arbeitslos. Sprüche eines Überlebenden von Wolfgang Neuss. Rowohlt Verlag, Reinbek, 1985
- Briefe aus der Schwarzwaldklinik. Herausgegeben von Jürgen von der Lippe, Elke Heidenreich und Volker Kühn. Rasch und Röhring, Hamburg, 1986
- Zurück, Genossen, es geht vorwärts. Satiren, Songs, Sarkasmen – uns Sozis ins Stammbuch. Rasch und Röhring Verlag, Hamburg, 1986
- Kleinkunststücke – Kabarett-Bibliothek in fünf Bänden (1900–2000). Quadriga Verlag, Weinheim/Berlin, 1987/1994 / Zweitausendeins, Ffm., 2001

Band 1: Donnerwetter – tadellos – Kabarett zur Kaiserzeit. 1900–1918.
Band 2: Hoppla, wir beben – Kabarett einer gewissen Republik. 1918–1933.
Band 3: Deutschlands Erwachen – Kabarett unterm Hakenkreuz. 1933–1945.
Band 4: Wir sind so frei – Kabarett in Restdeutschland. 1945–1970.
Band 5: Hierzulande – Kabarett in dieser Zeit. ab 1970.
- Friedrich Hollaender: Menschliches Treibgut. Mit einem Vorwort von Thomas Mann. Weidle Verlag, Bonn, 1995
- Friedrich Hollaender: Von Kopf bis Fuß – Mein Leben mit Text und Musik. Weidle Verlag, Bonn, 1996; Aufbau Taschenbuch-Verlag, Berlin, 2001
- Und sonst gar nichts … Das Friedrich Hollaender-Chanson-Buch. Fackelträger Verlag, Hannover, 1996
- Wolfgang Neuss: Der totale Neuss. Gesammelte Werke. Rogner und Bernhard, Frankfurt 1997
- Claire Waldoff: Weeste noch…? Erinnerungen und Dokumente. Parthas Verlag, Berlin 1997
- Otto Schneidereit: Richard Tauber. Ein Leben, eine Stimme. Parthas Verlag, Berlin; 2000
- Matthias Beltz: GUT und BÖSE. Gesammelte Untertreibungen. Werkausgabe in zwei Bänden. Zweitausendeins, Frankfurt/M., 2004

### Schallplatten / CD / Tonkassetten

#### Regie
- Im Wunderland der Triebe. Von Lützel Jeman, F.K. Waechter, F.W. Bernstein. Mit Joachim Böse, Hans Timerding, Karl Friedrich, Margret Gute u. a. Pardon-Platte, B&N-S3A-3733, 1967
- Neuss spricht Bild. Mit Wolfgang Neuss, Margret Gute, Horst Tomayer. Tribunal-Idee. EP-Underground TTT 1, 1968
- Mensch, Mädchen. Grips-Hörspiel von Stefan Reisner. Wagenbach-LP, 1975
- Das Auto Blubberbumm. Musical für Kinder von Dieter Süverkrüp. Mit Dieter Süverkrüp, Inge Brandenburg, Karl Friedrich, Hans Timerding, Wolfgang Dauner, Albert Mangelsdorff, Eberhard Weber, Volker Kriegel u. a. Pläne 20309, 1976
- Banana. Grips-Hörspiel von Rainer Hachfeld. Mit Wolfgang Neuss u. a. Wagenbach-LP Nr. 17, 1976
- Mad wie es tönt und stöhnt. Prod.: Herbert Feuerstein RCA CL 28480, 1981
- Nie wieder Krieg. Collage von Volker Kühn. Mit Karin Schroeder, Michael Thomas, Heiner Schmidt, Band Piirpauke. 2001-Versand, 1985
- Es liegt in der Luft was Idiotisches…. Mischa Spoliansky zum 100. Geburtstag. Texte und Musik mit Katrin Klein, Barbara Schnitzler, Cusch Jung; Regie: Volker Kühn; duo-phon records Berliner Musenkinder spezial,. CD 01853., 1999
- …und Rudi macht Musik dazu. Rudolf Nelson – Ein musikalisches Porträt. In Originalaufnahmen mit Hans Albers, Irene Ambrus, Eva Busch, Marlene Dietrich, Kurt Gerron, Fritz Grünbaum, Dora Paulsen, Guido Thielscher, Claire Waldoff, Käthe Erlholz, Oskar Karlweis u. a. Doppel-CD.; Edel Records-CD 0014 603 TLR, 1999
- Um Goethes willen. Ein verunglückte Jubelfeier von Volker Kühn. Mit Cathlen Gawlich, Cusch Jung, Hans Zürn u. a. duo-phon records, Berliner Musenkinder spezial. CD 01 87 3., 1999
- Das Kabarett der frühen Jahre. Ein freches Musenkind macht erste Schritte. Mit Dieter Hildebrandt, Hanns Dieter Hüsch, Wolfgang Neuss, Dietmar Schönherr u. a. Hei-Fidelio-TK 001, 1984
- Neuss vom Tage. Von und mit Wolfgang Neuss. LP-Hei Fidelio Record bei Zweitausendeins 0.12.23/F 669316; 1984

#### Textautor
- Turos Tutti: Halbzeit Musik: Matthias Thurow. Biber/Bellaphon-LP Bi 6040, 1980
- Lyrics. Texte und Musik live. Von und mit Dieter Hildebrandt, Konstantin Wecker, Matthias Koeppel, Wolfgang Neuss, Uli Becker, Oskar Pastior, Heiner Müller, Volker Kühn u. a.; Ausschnitte aus der gleichnamigen Fernsehsendereihe des WDR; Rillenschlange/Pläne 730005, 1985
- EinsZweiDrei. Songs aus dem gleichnamigen Musical. Musik: Birger Heymann, Texte: Volker Kühn. Mit Pascale Camele, Cusch Jung, Chor und Orchester des Theater des Westens, Berlin. TdW-TK, 1989
- Die Hallo-Sisters. Songs aus dem gleichnamigen Spielfilm von Ottokar Runze. Musik: Birger Heymann, Texte: Volker Kühn. Mit Gisela May, Ilse Werner, Harald Juhnke. Prod.-TK, 1990
- Mir geht’s gut. Songs aus „Bankers Opera“ von Volker Kühn, Musik: Atomic B. & The Huguenots. Mit Dolly S. and Dollies. Hessisches Landestheater Marburg; CD Rol 001, 1999
- Judy meets Marlene. Judy Winter liest und singt Marlene Dietrich. Hörbuch-Manuskript: Volker Kühn. duo-phon records, Berliner Musenkinder spezial,. CD 07 04 3., 2003

#### Regie und Textautor
- Hab Bildung im Herzen. Ausschnitte aus dem Programm des Berliner Reichskabarett. Reichskabarett-LP 12/056, 1967
- Der Guerilla läßt grüßen. Ausschnitte aus dem Programm des Berliner Reichskabarett. Bellaphon BP 002, 1968
- Ich bin Kohl, mein Herz ist rein. Mit Texten von Elke Heidenreich, Thomas Freitag, Helmut Kohl, Volker Kühn, Ronald Reagan, Walter Schumacher, Stephan Wald, Günter Walter. Musik: Uschi Flacke. T&K/Rillenschlange 5609, 1984
- Das Wunderkind. Ein Stück Musik um Hollaenders „Lieder eines armen Mädchens“ von Volker Kühn. Mit Katherina Lange. Live-Aufnahme der UA im Schauspiel Frankfurt/Main. Bear Records-CD BCD 16025, 1996

#### Produktion / Features
- Marxmenschen Asyl im Domizil. Von und mit Wolfgang Neuss. LP-Bellaphon BP 001, 1968; CD Conträr Musik 4307-2, 1997
- Wie die Alten singen. Die große Pop-Show unserer Star-Politiker. Satirische Collagen von Volker Kühn, Musik: Roland Schneider; Bellaphon-LP BP 003, 1969
- Typisch Hüsch. Mit Hanns Dieter Hüsch und Dieter Süverkrüp, Volker Kriegel, George Gruntz u. a. A-Ltg: Jürgen von Tomei, Volker Kühn; Pläne-Verlag, 1970; CD
- Süverkrüps Hitparade. Mit Dieter Süverkrüp. Pläne 22303, 1970
- Baggerführer Willibald. Mit Dieter Süverkrüp. Pläne Peng 6, 1970
- Pol(h)itparade – Musik aus Studio Bonn. Satirische Collagen von Volker Kühn, Musik: Roland Schneider; CBS-LP 65473, 1973
- Pol(h)itparade 2 – Die Liedermacher aus Bonn. Satirische Collagen von Volker Kühn, Musik: Roland Schneider; CBS-LP 80735, 1975
- Pol(h)itparade – Wahlkampfhilfe '76 im Sonderangebot. DLP beider LPs von 1973 und 1975; CBS-DLP 22041, 1975
- Bonner Hitparade – Das Duell. Satirische Collagen von Volker Kühn, Musik: Roland Schneider. Bellaphon-LP 2701016, 1980
- Bei uns um die Gedächtniskirche rum. Friedrich Hollaender und das Kabarett der zwanziger Jahre in Originalaufnahmen. Mit Hans Albers, Wilhelm Bendow, Curt Bois, Marlene Dietrich, Blandine Ebinger, Joachim Ringelnatz, Trude Hesterberg, Werner Finck, Claire Waldoff, Heinz Rühmann, den Comedian Harmonists u. a. Akademie der Künste / Edel. Doppel-CD. Records-CD 0014532 TLR, 1996
- Politparade. Mit Willy Brandt, Helmut Schmidt, Franz Josef Strauß, Rainer Barzel, Heinrich Lübke u. a. 4 CD-Box mit Buch; Bear Family Records-CD BCD 16008 DG, 1996
- „Marlene“-Songs. Mit Judy Winter. Renaissance-Theater Berlin, duo-phon records Berliner Musenkinder spezial,. CD 01 76 3., 1998
- Don Kohleone. Der Soundtrack zum Stummfilm. Helmut Kohl und seine ehrenwerte Gesellschaft. Musik: Roland Schneider. Präsentiert von Volker Kühn und Bear Family Records, Bear Family Records-CD BCD 16043 AF, 1998
- My Song for You – Mischa Spoliansky. Ein musikalisches Porträt in Originalaufnahmen mit Hans Albers, Dajos Béla, Curt Bois, den Comedian Harmonists, Harry Dawson, Marlene Dietrich, Blandine Ebinger, Max Hansen, Annemarie Hase, Trude Hesterberg, Oskar Karlweis, Jan Kiepura, Margo Lion, Lucie Mannheim, Hubert von Meyerinck, Mistinguett, Patrice Munsel, Käthe Lenz, Willy Prager, Walter Rilla, Paul Robeson, Joseph Schmidt, Mischa Spoliansky, Anton Walbrook, Otto Wallburg, Diez Weismann, Ida Wüst u. a. Doppel-CD.; Edel Records-CD 0014592 TLR, 1998
- Die Kleine Freiheit. Erich Kästner als Kabarettautor. In Originalaufnahmen mit Kate Kühl, Ursula Herking, Margo Lion, Grete Mosheim, Ernst Busch, Max Hansen, Rudolf Platte, Hans Nielsen, Karl Schönböck u. a. duo-phon records Berliner Musenkinder. CD 01483., 1999
- Jesus Christus Erlöser. Live-Aufnahme der Rezitations-Show. Mit Klaus Kinski. Doppel-CD.; Edition: Volker Kühn; Bear Family Records-CD BCD 16042 BG, 1999
- Singt eener uffn Hof. Kurt Tucholsky als Kabarettautor. Originalaufnahmen mit Kate Kühl, Paul Graetz, Claire Waldoff, Trude Hesterberg, Ernst Busch, Annemarie Hase, Curt Bois u. a. duo-phon records Berliner Musenkinder. CD 05 05 3., 1999
- Das gab’s nur einmal. Werner Richard Heymann – Ein musikalisches Porträt. In Originalaufnahmen mit Kate Kühl, Annemarie Hase, Trude Hesterberg, Greta Keller, Lilian Harvey, Hildegard Knef, Hans Albers, Willy Fritsch, Willi Forst, Oskar Karlweis, Comedian Harmonists u. a. Doppel-CD.; Edel Records-CD 14612 TLR, 2000
- Totentanz. Kabarett im KZ. Chansons und Texte mit Fritz Grünbaum, Max Ehrlich, Otto Wallburg, Kurt Gerron, Franz Engel u. a. Edition Mnemosyne, 2000
- Das gab’s nur einmal – Eine kleine Heymann-Revue von Volker Kühn. Mit Cathlen Gawlich, Matthias Günther, Cusch Jung und Katherina Lange. Akademie der Künste / duo-phon records Berliner Musenkinder. CD 01923., 2000
- Curt Bois: „Reizend“. Sämtliche Schallplattenaufnahmen 1908–1932. duo-pho records, Berliner Musenkinder,. CD 05 26 3, 2001
- Wolfgang Neuss: NEUSS DEUTSCHLAND. Stiftung Archiv der Akademie der Künste / Edel Records, Hamburg 2003

CD1: Schmähgesänge im Alleingang.
CD2: Immer, wenn ich „drüben“ sage … Wolfgang Neuss und das „Jüngste Gerücht“ in Ostberlin (1965)
- NEUSS TOTAL. Wolfgang Neuss, der Mann mit der Pauke. Ein Porträt von Volker Kühn. Mit Dieter Mann und Robert Gallinowski. Bear-Family-Records; BCD 16077 BH
- Paul Graetz – Heimweh nach Berlin. Doppel-CD. Edition Mnemosyne, 2000, ISBN 3-934012-14-0.

CD1: Chansons und Texte von Paul Graetz, Friedrich Hollaender, Walter Mehring, Kurt Tucholsky u. a.
CD2: …und wo hab ick Murmeln jespielt?. Feature über Paul Graetz von Volker Kühn.
- Fritz Grünbaum – Das Cabaret ist mein Ruin. Edition Mnemosyne, 2003

CD1: Kabarettistisches, Conferencen, Chansons und Schlager von und mit Fritz Grünbaum
CD2:Lachen am Abgrund. Feature über Fritz Grünbaum von Volker Kühn.
- Die May. Gisela Mays Schallplattenaufnahmen in einer CD-Box. 8 CDs, eine DVD, Begleitbuch, 170 S. zusammengestellt, kommentiert und herausgegeben von Volker Kühn. Bear Family-Records, BCD 16064
- Ich bin nicht immer laut. Vom Kabarett ins Kloster – Der lange Weg der Isa Vermehren. Ein Portrait von Volker Kühn, gelesen von Judy Winter. Edition Berliner Musenkinder, duo-phon records 07093
- Zores haben wir genug…. Kabarettistisches im Jüdischen Kulturbund. Hörbild von Volker Kühn. Mit Judy Winter, Katherina Lange, Cathlen Gawlich und Ilja Richter. Edition Berliner Musenkinder, duo-phon records 07083